# پاتریشیا پاتر
پاتریشیا پاتر (انگلیسی: Patricia Potter؛ زادهٔ ۳ مارس ۱۹۷۵) بازیگر اهل بریتانیا است.